# Camino (libro)
Camino es un libro escrito por san Josemaría Escrivá de Balaguer, fundador del Opus Dei. Esta obra se publicó por primera vez en Cuenca en 1934, con el título de Consideraciones Espirituales.
En la edición siguiente —realizada en Valencia en 1939—, el libro se amplía y recibe ya su título definitivo. Hasta 2008, se han publicado cerca de 4 500 000 ejemplares, en 43 idiomas, lo que hace de este libro una de las obras más editadas en su género.
Camino consta de 999 puntos para la meditación personal que abordan diferentes aspectos de la vida cristiana: oración, trabajo, virtudes, apostolado, etc. Los textos, fruto de la propia oración de su autor y de su experiencia sacerdotal, están redactados en un tono coloquial y directo, con frases cortas e incisivas. Es la obra más popular de Escrivá de Balaguer. 
La principal fuente literaria de Camino son los Evangelios. 
Además, el autor utiliza los textos de los Padres Antiguos, los clásicos de la espiritualidad (como santa Teresa de Jesús, san Juan de la Cruz, santa Catalina de Siena o santa Teresa de Lisieux), y también los grandes autores de la literatura castellana (entre otros, Miguel de Cervantes, Lope de Vega y Calderón de la Barca). Fuente no declarada, según ha descubierto el filólogo y medievalista Ángel Gómez Moreno en 2019, fue El alma victoriosa de la pasión dominante por medio del examen particular de la conciencia, de los exercicios cotidianos y práctica de las devociones (Valencia, 1758), una obra del jesuita aragonés Francisco Javier Hernández bastante popular en su tiempo.
En 2002 el teólogo Pedro Rodríguez García publicó una amplia y detallada edición crítico histórica sobre Camino.
En 2009, con motivo del LXX Aniversario de la publicación del libro, se organizó un acto conmemorativo en dos localidades paraguayas: Ciudad del Este y Asunción, los días 1 y 2 de octubre respectivamente.
En 2023 el filólogo Fidel Sebastián Mediavilla publicó una edición crítica literaria en la colección del Centro para la Edición de Clásicos Españoles.
Es el cuarto libro escrito en castellano más traducido de la historia, por detrás de El Quijote y dos obras de García Márquez, entre 1950 y 2021, según el nuevo Mapa Mundial de la Traducción del Instituto Cervantes.